# Stazione di Naie
La stazione di Naie (奈井江駅?, Naie-eki) è una stazione della cittadina di Naie situata sulla linea principale Hakodate e gestita da JR Hokkaido.

## Struttura
La stazione è dotata di tre binari con un marciapiede laterale e uno a isola centrale.

## Stazioni adiacenti
| «                         | Servizio                  | »                         |
| Linea principale Hakodate | Linea principale Hakodate | Linea principale Hakodate |
| ------------------------- | ------------------------- | ------------------------- |
| Chashinai                 | Tutti i treni             | Toyonuma                  |